# Slipping Away
"Slipping Away" er en sang fra The Rolling Stones, der første gang kunne høres på deres album fra 1989 Steel Wheels.
Krediteret til Keith Richards og Mick Jagger er "Slipping Away" en langsom ballade. Den blev indspillet i Montserrats Air Studios mellem marts og juni 1989.
Richards indspillede en akustisk version til live-albummet fra 1995 Stripped. Om sangen sagde han i 1995:" Da vi indspillede til Stripped indså vi, "Wow, denne sang ligesom "slipper væk"… Vi indså hvilket potentiale den stadig havde, og bandet, og specielt hornblæserne, sagde:" Du bliver nødt til at gøre det!" Så på den måde, indvilligede jeg i at gør det. Men da jeg begyndte på den, kunne jeg virkeligt godt lide at synge denne sang. Der er noget dybde ."
Sangen blev sunget af guitaristen Richards, og sammen med Ron Wood spillede han de elektriske guitarer på sangen. Bill Wyman spillede bas, mens Charlie Watts spillede trommerne. Orgel og klaver blev spillet af Chuck Leavell, og de elektriske klaver af Matt Clifford. Messingblæserne blev spillet af The Kick Horns. Koret på nummeret bestod af Richards, Jagger, Bernard Fowler, Sarah Dash og Lisa Fischer 